# Colonia Bremen
Colonia Bremen é uma comuna da província de Córdoba, na Argentina.